# 道の駅富有柿の里いとぬき
道の駅富有柿の里いとぬき（みちのえき ふゆうがきのさといとぬき）は、岐阜県本巣市上保にある国道157号の道の駅である。一帯が富有柿の産地から名づけられた。

## 概要
2000年（平成12年）4月にオープンした。展示販売コーナーでは柿アイス、柿ジャム、柿肉のタレなど特産品を販売している。また、富有柿の収穫時期には富有柿の直売が行われる。
隣接して柿の収穫等の農業体験ができる富有柿センターや地元農産物の販売を行うふれあいセンターがある。

## 施設
- 駐車場
  - 普通車：72台[1]
  - 大型車：5台[1]
  - 身障者用 : 2台[1]
- トイレ（いずれも24時間利用可能）
  - 男：大 2器、小 4器
  - 女：4器
  - 身障者用：1器
- 富有柿の里ふれあいセンター（農産物直売所、9:00 - 17:00）[1]
- レストラン（9:00 - 17:00）[1]

## 休館日
- 毎週月曜日（祝日の場合は翌日）[1]
- 年末年始[1]

## アクセス
- 国道157号 - 登録路線
- 東海環状自動車道本巣ICより約2分。
- 東海環状自動車道大野神戸ICより約15分。

## 周辺
- 樽見鉄道樽見線 糸貫駅・本巣駅
- 古墳と柿の館
- 船来山古墳群
- モレラ岐阜